# Brontochelys
Brontochelys es un género extinto de tortuga podocnemídida que vivió durante el Mioceno en Pakistán. La única especie conocida, B. gaffneyi fue clasificada anteriormente en el género Shweboemys, el cual es conocido del Plioceno de Birmania. Brontochelys solo es conocido a partir de su espécimen holotipo BMNH R.8570, un cráneo casi completo, del cual se desconoce en que localidad precisa se descubrió pero probablemente proviene de los sedimentos del Mioceno inferior de las Colinas Bugti en Baluchistán, Pakistán. Este cráneo es diferente del de sus parientes como Shweboemys, Lemurchelys y Stereogenys por sus órbitas oculares grandes y apuntando más hacia el frente, un hueso frontal grande que compone la mayor parte del margen dorsal de la órbita y el hueso palatal curvado. El nombre de Brontochelys se forma por las palabras griegas bronte, "trueno" y chelys, "tortuga", en referencia al gran tamaño de su cráneo.